# Юріс Алунанс
Ю́ріс А́лунанс (латис. Juris Alunāns; *13 травня 1832 — †18 квітня 1864) — основоположник латиської писемної поезії, громадський діяч, публіцист, науковець-філолог. Фундатор руху молодолатвійців.

## Біографічні відомості
У 1856—1861 роках навчався на історико-філологічному факультеті Тартуського університету, потім у Лісовій академії в Петербурзі.
1859—1861 видав збірку науково-популярних статей в 3 томах «Дім, природа, всесвіт», спрямований проти попівщини і німецьких феодалів. Критик кріпосницьких порядків, один з ідеологів латиського руху «національного пробудження». Перекладав Горація, Гете, Пушкіна, Шиллера, Гейне, Лермонтова, Кольцова та ін. (зб. «Пісеньки», 1856). Від 1862 редактор латиської газети «Петербургас Авізес».
Автор понад 500 неологізмів, які швидко увійшли у живу латвійську мову.